# Антим II Гревенски
Антим (на гръцки: Άνθιμος, Антимос) е гръцки духовник, митрополит на Цариградската патриаршия.

## Биография
Произхожда от Цариград. Около 1812 година е ръкоположен за титулярен дафнуски епископ, викарен епископ на Халкидонската епархия. През октомври 1820 година е избран за гревенски митрополит. Антим е член на Филики Етерия. Умира на 3 февруари 1831 година.